# Pygostolus clavatus
Pygostolus clavatus är en stekelart som beskrevs av Charles Thomas Brues 1933. Pygostolus clavatus ingår i släktet Pygostolus och familjen bracksteklar. Inga underarter finns listade i Catalogue of Life.